# Rhogeessa tumida
Rhogeessa tumida é uma espécie de morcego da família Vespertilionidae. Ocorre do sul de Tamaulipas ao longo da costa Atlântica do México, à costa pacífica de Chiapas, rumo ao sul até o noroeste da Costa Rica.